# Jean-Jacques Conceição
Jean-Jacques Conceição (ur. 3 kwietnia 1964 w Kinszasie) – angolski koszykarz, występujący na pozycji skrzydłowego, olimpijczyk, siedmiokrotny mistrz Afryki.
Wraz z Angelo Victoriano są jedynymi zawodnikami w historii kontynentu afrykańskiego posiadającymi na swoim koncie po 7 tytułów mistrza Afryki.

## Osiągnięcia
Drużynowe
- Mistrz:
  - Portugalii (1989–1995, 2001–2003)[1]
  - Angoli (1983, 1985–1988)
- Wicemistrz:
  - Pucharu Koracia (2000)
  - klubowych mistrzostw Afryki (1987)
  - Francji (1998)
  - Portugalii (1996)
- Zdobywca:
  - pucharu:
    - Portugalii (1992–1996, 2001, 2002)[1]
    - Angoli (1985–1988)
    - ligi portugalskiej (1990–1991, 1993–1996)[1]

  - Superpucharu Portugalii (1989, 1991, 1994–1996, 2002)
- Finalista:
  - pucharu Portugalii (1990, 2002, 2003)
  - Superpucharu Portugalii (1990, 1992, 1993, 2001)

Indywidualne
- Wybrany do Galerii Sław Koszykówki FIBA (2013)[1]
- MVP Afryki - uznany za najlepszego zawodnika Afryki w historii podczas obchodów 50-lecia istnienia FIBA Afryka (50th Anniversary Of FIBA Africa’s – 2011)[1]
- Uczestnik meczu gwiazd francuskiej ligi LNB Pro A (1998)

Reprezentacja
- Mistrz:
  - Afryki (1989, 1992, 1993, 1995, 1999, 2001, 2003)[1]
  - Afryki U–18 (1982)
- 2-krotny wicemistrz Afryki (1983, 1985)[1]
- Brązowy medalista mistrzostw Afryki (1987)[1]
- Uczestnik:
  - mistrzostw świata (1986 – 20. miejsce, 1990 – 13. miejsce, 1994 – 16. miejsce)[1]
  - igrzysk olimpijskich (1992 – 10. miejsce)[1]
- Lider igrzysk olimpijskich w przechwytach (1992)